# Свети Илия (Вешие)
Вижте пояснителната страница за други значения на Свети Илия.
„Свети Илия“ (на македонска литературна норма: „Свети Илија“) е възрожденска православна църква в тиквешкото село Вешие, централната част на Северна Македония. Част е от Повардарската епархия на Македонската православна църква.
Църквата изградена през втората половина на XIX век, но няма точни данни за година. Представлява трикорабна сграда с отворени тремове на южната и западната страна, от които има входове за църквата. Отвътре е изцяло изписана. На парапетната табла на иконостаса има надпис: Из руки Глигур Петревич зог[раф] Дебрели се[ло] Тресанче 1878. Надписът вероятно се отнася както за авторството на иконостаса и иконите, така и на фреските в църквата.
Към началото на XXI век храмът е в руини с паднал покрив.